# Kransekake

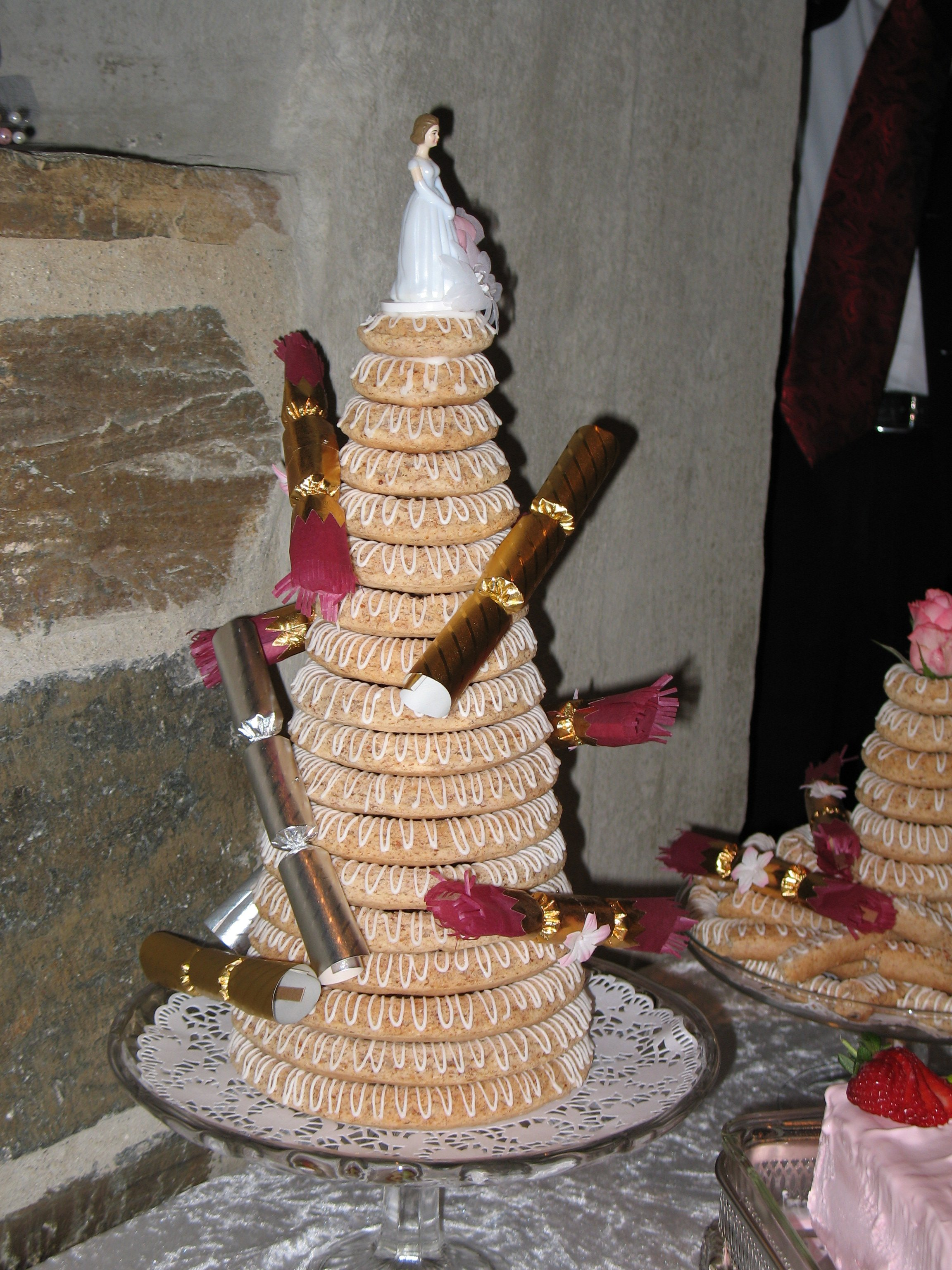
Kransekake

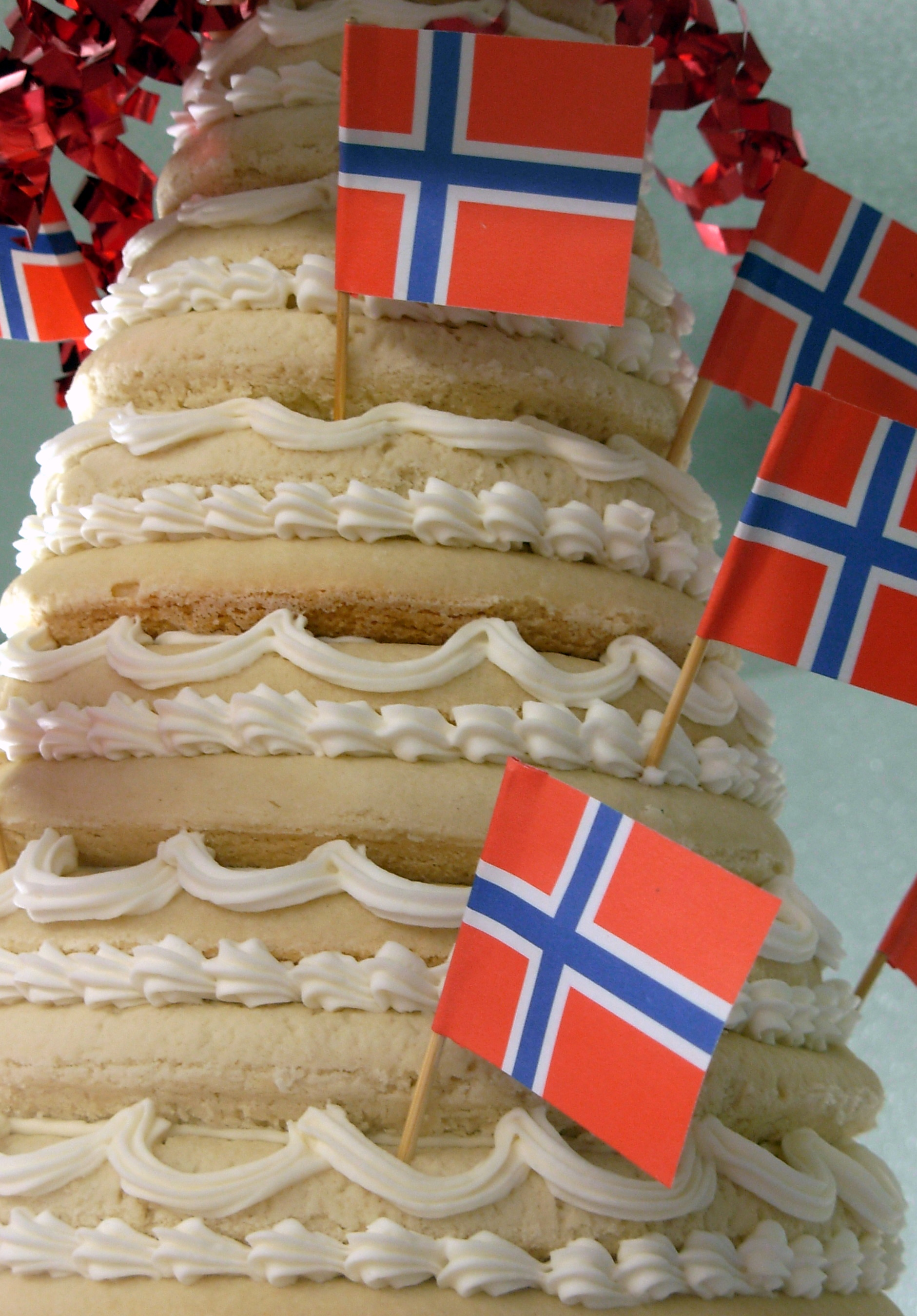
Kransekake americo-norueguês para as celebrações de 17 de maio nos Estados Unidos.

Kransekake (literalmente bolo de aros) é um bolo tradicional da Noruega e da Dinamarca (neste último país é designado como kransekage), consumido normalmente em ocasiões festivas como casamentos, batizados, no Natal e no ano novo.

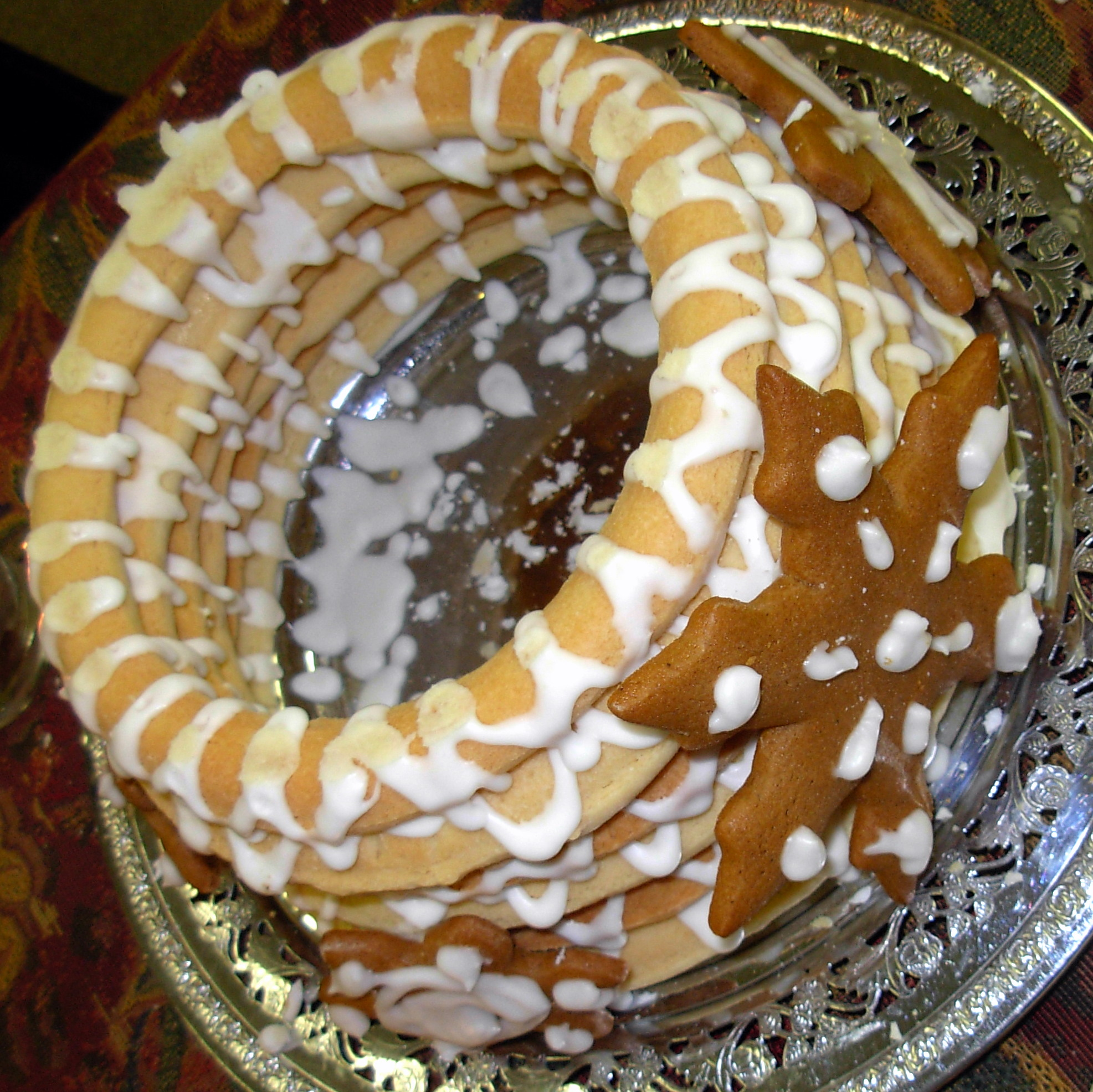
Aros de um kransekake.

Consiste de uma série de aros concêntricos, empilhados em cima uns dos outros, de forma a formarem uma pirâmide íngreme. É feito com amêndoa, açúcar e claras de ovo (à semelhança do maçapão). 
O kransekake bem confeccionado deve apresentar-se rijo ao toque, mas deve ser macio e elástico ao ser mastigado. 
A variante original utilizada em casamentos é conhecida como overflødighedshorn (significando corno da abundância, em norueguês), tem a forma de uma cornucópia e é recheada com chocolates, bolachas e outras guloseimas. Por vezes, é colocada uma garrafa de vinho no centro.
Na Noruega, existe nas bodas uma tradição que relaciona a fertilidade com os aros deste bolo. O noivo e a noiva colocam os dedos de lado no aro que se encontrar mais acima e levantam-no em conjunto. Diz-se que o casal vai ter tantos filhos quantos os aros que ficarem presos a esse aro, depois de ser levantado.